# Bernardo I do Congo
Bernardo I (1534-1566) foi o manicongo do Reino do Congo entre 1 de dezembro de 1561 até 10 de abril de 1566. .

## Biografia
D. Bernardo foi filho de D. Diogo e ascendeu ao trono após assassinar seu meio-irmão, D. Afonso II por alegações de ser filho ilegítimo de seu pai. Com sua subida ao trono, ele arranja rivalidade com os portugueses que conspiravam para destrona-lo. Embora apoiado pela população e pela nobreza, teve de enfrentar reivindicações de seu tio D. Henrique, apoiado pelos portugueses. D. Bernardo I acabou sendo morto em abril de 1566 após batalha contra guerreiros jagas na fronteira do reino.